# Lampterias
Se llaman lampterias o de los flameros a las fiestas que se celebraban en la Antigua Grecia en honor de Baco Lampter. 
Estas fiestas nocturnas se celebraban en Pellene, ciudad de Acaya, después de que habían acabado las vendimias. Los nombres del dios y de las fiestas tenían su origen en que cada uno de los asistentes debía llevar antorchas en la mano. En medio de esta gran iluminación se distribuía vino a los transeúntes. La clase baja del pueblo apenas tomaba parte en la fiesta. 